# Svømmefugl
Svømmefugl, fællesbetegnelse for fugle med svømmefod. Omfatter adskillige ikke beslægtede arter.
| Fugl | Spire Denne artikel om fugle er en spire som bør udbygges. Du er velkommen til at hjælpe Wikipedia ved at udvide den. |